# Akustyk Live
Akustyk Live – koncertowy album polskiej grupy muzycznej Lipali

## Lista utworów
1. Ściany
2. Trybun ludowy
3. Ludzie kopiejki
4. Niezatapialni
5. Półwiersz
6. Wiersz
7. Jeżozwierz
8. Barykady
9. Pi
10. Sen o lepszym dniu
11. Do dna
12. Bloo
13. Pan
14. Upadam
15. Od dechy do dechy

## Twórcy
- Tomasz „Lipa” Lipnicki – gitara, wokal
- Adrian „Qlos” Kulik – gitara basowa
- Łukasz „Luk” Jeleniewski – perkusja
- Maciek Jeleniewski – gitara
- Borys Kossakowski – klawisze, saksofon
- Klaudiusz Baran – akordeon
- Przemek Popławki – skrzypce
- Michał Grymuza – sitar elektryczny